# كاستلنوفو رانجوني
كاستلنوفو رانجوني (بالإيطالية: Castelnuovo Rangone)‏ هي بلدية في مقاطعة مودينا في إقليم إميليا رومانيا الإيطالي.

## السكان
في سنة 1861 بلغ عدد السكان 2٬586 نسمة، وتطور العدد ليصل في سنة 2011 لـ 14٬116 نسمة.
يظهر هذا المخطط البياني تطور النمو السكاني لـ كاستلنوفو رانجوني

## أعلام
- والتر فيلا